# August Leidl
August Leidl (* 19. Januar 1933 in Burghausen; † 23. Juli 1994 in Passau) war ein deutscher Kirchenhistoriker. Von 1969 bis 1994 war er außerdem Leiter des Instituts für Ostbairische Heimatforschung.
Leidl legte in Burghausen 1952 das Abitur ab. Im selben Jahr immatrikulierte er an der Philosophisch-Theologischen Hochschule Passau und trat in das Priesterseminar St. Stephan ein; im Juni 1958 empfing er die Priesterweihe. Zwei Jahre später begann er ein Studium an der Universität München, promovierte 1964 mit einer Dissertation und reichte nur vier Jahre später seine Habilitationsschrift ein. Im Oktober 1968 übernahm er die Vertretung des Lehrstuhls für Kirchengeschichte an der Philosophisch-Theologischen Hochschule Passau und wurde im Jahr darauf zum Professor ernannt. Leidl war 1976 bis 1978 Vizepräsident der Hochschule, die 1978 in die gerade gegründete Universität Passau eingegliedert wurde. Von 1978 bis 1981 war er der erste Dekan der Katholisch-Theologischen Fakultät.
1969 wurde Leidl – zunächst gemeinsam mit Benno Hubensteiner – Vorstand des Instituts für Ostbairische Heimatforschung, 1973 wurde er als dessen alleiniger Leiter vom bayerischen Kultusministerium bestätigt. Ebenfalls 1969 übertrug man ihm die Leitung des Bischöflichen Archivs, dessen Umsiedlung von der Residenz in die Luragogasse und damit dessen Modernisierung er vorantrieb und schließlich durchsetzen konnte. Bereits 1979 erhielt er den Kulturellen Ehrenbrief der Stadt Passau sowie die Ernennung zum Päpstlichen Ehrenprälat. 1980 war Leidl mit Abschluss der Umsiedlung des Bischöflichen Archivs nun Leiter eines der damals modernsten Kirchenarchive der Bundesrepublik (gleichzeitig des modernsten Kirchenarchivs Bayerns). Als Honorierung dieses Verdienstes wurde er 1982 sogar zum deutschen Vorsitzenden der Archivare der katholischen Kirche gewählt. 1992 musste er sich allerdings, aufgrund seiner fortgeschrittenen Krankheit, vom Posten des Passauer Diözesanarchivdirektors zurückziehen. August Leidl starb am 23. Juli 1994 mit 61 Jahren und ist in Schalding rechts der Donau begraben.

## Schriften (Auswahl)
- Die Einheit der Kirchen auf den spätmittelalterlichen Konzilien. Von Konstanz bis Florenz. Paderborn 1966.
- Kirchen in der Stadtpfarrei Burghausen Sankt Jakob. München 1983.
- Das Bischofsbild im Wandel der Jahrhunderte, dargestellt am Bistum Passau. Wiedergabe des Vortrags, der am 14. Oktober 1984 in der Universität Passau anläßlich einer Akademischen Feier zum 75. Geburtstag des Passauer Diözesanbischofs Dr. Antonius Hofmann gehalten wurde. Passau 1985, ISBN 3-922016-52-9.
- Kleine Passauer Bistumsgeschichte. Passau 1989.